# Dodonidia helmsii
Dodonidia helmsii är en fjärilsart som beskrevs av Butler 1884. Dodonidia helmsii ingår i släktet Dodonidia och familjen praktfjärilar. Inga underarter finns listade i Catalogue of Life.

## Bildgalleri

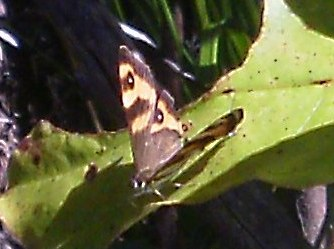